# Syberg (Ardeygebirge)
Der Syberg ist ein 240 m ü. NHN hoher Berg im Ardeygebirge, auf dem sich die Hohensyburg, der Vincketurm, ein Kaiser-Wilhelm-I.-Denkmal und weitere Sehenswürdigkeiten befinden.
Aus dem Syberg leitet sich auch der Name des Adelsgeschlechts Syberg ab. Teile des Berges liegen gehören zum Naturschutzgebiet Ruhrsteilhänge Hohensyburg.